# XCar: Experimental Racing
XCar: Experimental Racing es un videojuego de carreras desarrollado por Bad Dog y publicado por Bethesda Softworks para DOS el 22 de agosto de 1997.

## Jugabilidad
Como su nombre lo indica, en XCar: Experimental Racing el jugador conduce y corre autos experimentales. Hay dieciséis autos para correr en diez pistas. Las pistas van desde 'Mid-Ohio' hasta un templo maya y el centro de Seattle. Los automóviles pueden (y, a veces, necesitan) ser ajustados, ajustados y, a veces, completamente recargados para mejorar los diversos componentes que componen el automóvil.
Los gráficos se pueden representar en software o acelerar en 3Dfx. Si bien no hay un editor de pistas o autos para el juego, el jugador puede editar las texturas de los autos (solo en modo software), para crear un auto completamente personalizado.

## Recepción
Next Generation revisó la versión para PC del juego, calificándola con tres estrellas de cinco, y declaró que "XCar no tiene licencia para hablar, descartando cualquier tipo de respaldo a favor o rendimiento bruto y, sobre todo, velocidad. Para los jugadores que solo quieren ir rápido, ofrece."